# Verbraucherinformatik
Die Verbraucherinformatik ist ein Teilgebiet der Verbraucherwissenschaften und ein Nachbargebiet der Wirtschaftsinformatik. Sie beschäftigt sich systematisch und methodisch mit der digitalen Transformation der Gesellschaft und den Auswirkungen auf Verbraucher und deren Konsumpraktiken. Im Fokus steht dabei die Gestaltung von Informations- und Kommunikationstechnologien und deren Einbettung in den Alltag. Das grundlegende Ziel ist die technische Unterstützung von Haushaltsökonomien, die Stärkung von digitaler Souveränität und Verbraucherschutz bei digitalen Produkten und Dienstleistungen. Darüber hinaus sollen der Datenschutz und Nachhaltigkeit im Hinblick auf die neuartigen, digital gestützten Konsummöglichkeiten gefördert werden. Im Zentrum der Forschung stehen auch die Wünsche, das Verhalten und Strategien der Verbraucher im Umgang hiermit, um hieraus adäquate Empfehlungen hinsichtlich der Gestaltung der Produkte und Dienstleistungen sowie ihrer Rahmenbedingungen abzuleiten. Dabei bedient sich die Disziplin theoretischer Grundlagen der angewandten Informatik, der Rechts-, Kultur- und Sozialwissenschaften sowie der Wirtschafts- und Verhaltenspsychologie und verbindet klassische bzw. digitale Verbraucherforschung und Informationstechnologie.

## Überblick
Während sich die Verbraucherwissenschaften schon seit mehreren Jahren mit Fragen rund um Digitalisierung, IT-Sicherheit, Datenschutz und digitale Souveränität auseinandersetzen (z. B. zu Fragen des gläsernen Verbrauchers, sozio-technische Innovation des Prosumption oder Consumer Scoring) hat sich aus diesem Themenkomplex erst in den letzten Jahren ein eigenes Forschungsfeld entwickelt. Die Verbraucherinformatik setzt somit bereits früher unter dem Stichwort „digitale Verbraucherforschung“ diskutierte Problemlagen in das Zentrum ihrer Forschung und verknüpft diese mit methodischen Vorgehensweisen der Informatik. Als Nachbargebiet der Wirtschaftsinformatik, welche den Fokus traditionell auf betriebliche Informationssysteme legt, wird im Gegensatz hierzu die bedarfsgerechte Gestaltung für, und die kompetente Nutzung von Informationssystemen durch Privatpersonen bzw. -haushalte in den Blick genommen.
Als Teil der Verbraucherwissenschaften zeichnet sich die Verbraucherinformatik durch eine hohe Interdisziplinarität aus, bei der das Verhalten von Verbrauchern aus unterschiedlichen Perspektiven erforscht wird. Die Verbraucherinformatik verbindet somit Elemente der angewandten Informatik (wie Wirtschaftsinformatik, Mensch-Computer-Interaktion, Informationssicherheit oder Umweltinformatik) mit Elementen der Kultur- und Sozialwissenschaften und der Rechts- und Wirtschaftswissenschaften, sowie der Verhaltens- und Konsumpsychologie. Somit ist auch die Verbraucherinformatik per Definition interdisziplinär konstituiert und versteht sich als gestaltungsorientierte Querschnittsforschung.
Durch die zunehmende Digitalisierung finden sich verbraucherinformatische Themen in sämtlichen Konsum- und Bedarfsfeldern (wie Einkaufen, Finanzen, Wohnen, Gesundheit, Ernährung, Mobilität usw.). Entsprechend geht Verbraucherinformatik davon aus, dass sich die Digitalisierung nicht als abgeschlossener Gegenstand darstellt, sondern sukzessive alle Felder des Konsums beeinflusst und restrukturiert.

## Forschungshintergrund
Die zunehmende Verbreitung von „smarten“ Geräten und digitalen Dienstleistungen (Smart Devices und Smart Services) im Alltag von Privathaushalten verändern Verbraucherpraktiken sowie private Konsum- und wirtschaftliche Produktionsprozesse in enormem Umfang. Dieser Wandel stellt keinen temporären Trend, sondern ein zentrales Strukturmerkmal des 21. Jahrhunderts dar und bringt neben vereinfachten Kommunikations-, Informations- und Konsumtechnologien auch eine Reihe gesellschaftlicher Effekte mit sich. Verbraucher werden im Alltag mit einer zunehmenden Anzahl von Apps, Systemen und Services konfrontiert. Durch diese Informationsflut und eine Reihe von Wechselwirkungen zwischen den Systemen entsteht eine hohe Komplexität, die eine zunehmende Souveränität im Umgang damit erfordert, all diese Systeme kompetent in den eigenen Alltag zu integrieren. Gleichzeitig drängen auch Datenschutz- und Haftungsfragen, nachhaltige Verbrauchspraktiken und ein zunehmender Digital Divide in den Vordergrund. Ziel des neuen Forschungsgebiets ist es daher, Konzepte und Verfahren zu entwickeln, die diese Problemlagen adressieren und einen Perspektivwechsel zu vollziehen, der nicht nur die Rolle als Nutzer oder Kunden von Unternehmen fokussiert, sondern individuelle und kollektive Lebenswelten umfassend beleuchtet und die Alltagspraktiken von Verbrauchern ganzheitlich in den Blick nimmt. Die Verbraucherinformatik blickt dabei also auf ein vielschichtiges Forschungsfeld und möchte Problemstellungen aus Sicht der Verbraucher untersuchen.
Einschlägige Institutionen auf dem Gebiet der digitalen Verbraucherforschung sind bspw. die [1] Verbraucherzentrale Nordrhein-Westfalen, der [2] Sachverständigenrat für Verbraucherfragen, und auf dem speziellen Gebiet der Verbraucherinformatik das [3] Forschungszentrum Verbraucher Markt und Politik (CCMP) der Zeppelin Universität sowie die [4] Forschungsgruppe Verbraucherinformatik als Kooperation der Universität Siegen und der Hochschule Bonn-Rhein-Sieg.

## Entstehung des Forschungsfeldes
Zentral für die Entstehung des Forschungsfeldes ist die Gründung der Abteilung V: Verbraucherpolitik; Digitale Gesellschaft; Verbraucherrechtsdurchsetzung des Bundesministeriums der Justiz und für Verbraucherschutz im Jahr 2013. Diese befasst sich mit Themen rund um digitale und nicht-digitale Verbraucherforschung und setzte im Jahr 2014 dafür den Sachverständigenrat für Verbraucherfragen ein, welcher sich speziell mit dem Leitthema „Verbraucher in der digitalen Welt“ beschäftigt und für eine am Gemeinwohl orientierte Regulierung der digitalen Welt eintritt. Dieser soll die Situation und Entwicklungstendenzen, Fehlentwicklungen und Korrekturmöglichkeiten aufzeigen, Handlungsempfehlungen ableiten und Instrumente und Maßnahmen überprüfen.
Dazu fand am 30. April 2019 ein Experten-Workshop des Forschungszentrums Verbraucher, Markt und Politik (CCMP) der Zeppelin Universität – unter Federführung von Lucia Reisch (Vorsitzende des SVRV) – statt. In Kooperation mit dem ConPolicy-Institut für Verbraucherpolitik Berlin und dem European University Institute (EUI) Florenz wurde im Ministerium für Ländlichen Raum und Verbraucherschutz Baden-Württemberg (MLR) der bis dahin noch relativ undefinierte Begriff der Verbraucherinformatik mit Inhalt gefüllt, zentrale Forschungsfragen definiert und eine erste Forschungsagenda entworfen. Der Workshop kann daher als ein wegbereitender Grundstein für die Verbraucherinformatik betrachtet werden.
Unter dem Titel „Verbraucherforschungsforum – Künstliche Intelligenz und Verbraucherpolitik: Chancen der Verbraucherinformatik“ wurden dabei folgende Punkte fokussiert:
- Welche Bedeutung haben die Verbraucherinformatik und die Künstliche Intelligenz allgemein und speziell für die Verbraucherpolitik?
- Welche konkreten Projekte und Initiativen gibt es bereits und wie sind die Erfahrungen damit?
- Wie sollten algorithmengestützte Angebote aussehen, damit sie in der praktischen Verbraucherpolitik genutzt werden können?
- Welche Chancen und Risiken ergeben sich für Verbraucher?

Aus Sicht der Wirtschaftsinformatik war ein maßgeblicher Grundstein die 14. Internationalen Tagung Wirtschaftsinformatik, die in diesem Bereich größte deutschsprachige Fachveranstaltung, die vom 23. bis 27. Februar 2019 in Siegen stattfand. So wurden verbraucherinformatische Themen im Rahmen eines erstmals eingerichteten Tracks behandelt, der sich vor allem an Forscher und Anwender aus dem Bereich der Betrieblichen Umwelt- und Wirtschaftsinformatik und der Nachhaltigkeitswissenschaften richtete. Hierbei lag der Fokus auf nachhaltigem IT-Management und IT-Unterstützung des Nachhaltigkeitsmanagements in Betrieben und Privathaushalten. Die Verbraucherinformatik wurde hier speziell im Hinblick auf nachhaltigen und digitalen Konsum erörtert.
Die im Rahmen der Tagung von Wolfgang Schuldzinski, Vorsitz der Verbraucherzentrale NRW, gehaltene Keynote thematisierte die Auswirkung der Digitalisierung auf Verbraucher und hob besonders auch ethische, rechtliche und soziale Auswirkungen auf die individuellen Lebenswelten der Verbraucher hervor. Diese sollten nicht als reine Konsumenten betrachtet werden, sondern deren Interessen sollten im Zentrum der Aufmerksamkeit stehen (siehe auch Stellungnahme der Verbraucherzentrale NRW zur Digitalstrategie NRW 2018). Wolfgang Schuldzinski beschäftigt sich seit vielen Jahren mit Digitalisierung aus Verbrauchersicht und hat mehrere Veranstaltungen hierzu organisiert und Schriften veröffentlicht.
Des Weiteren wurden auf der WI 2019 ein Grundlagen-Workshop unter Leitung von Gunnar Stevens (Universität Siegen) und Alexander Boden (Fraunhofer FIT, Hochschule Bonn-Rhein-Sieg) gehalten. Ziel des Workshops war es, Akteuren der Wirtschaftsinformatik und Wissenschaftlern aus den Bereichen Verbraucher- und Umweltinformatik, Konsumgüterforschung, Kultur- und Sozialwissenschaften mit Schwerpunkt der Verbraucherforschung zu vernetzen und interessante Forschungsgebiete im Rahmen eines interdisziplinären Ansatzes auszuloten sowie eine übergreifende Forschungsagenda für nachhaltige Verbraucherinformatik zu entwickeln. Unter dem Titel „Digitaler Konsum: Herausforderungen und Chancen der Verbraucherinformatik“ wurden folgende spezielle Themen erörtert:
- die empirische Untersuchung von digitalisierten Konsumpraktiken (bspw. zu den Bereichen Wohnen, Mobilität, Ernährung)
- digitaler Verbraucher- und Datenschutz
- digitale Souveränität und Informationsasymmetrien
- Theoretische und praktische Ansätze zur Förderung nachhaltigen Konsums
- Modellierungsmethoden
- Methodische Ansätze und Herausforderungen.

Zum 1. Januar 2021 wurde das bundesweit erste Institut für Verbraucherinformatik an der Hochschule Bonn-Rhein-Sieg gegründet, welches zukünftig eine Graduiertenschule für Doktoranden bereitstellt. Dabei liegen Lehr- und Forschungsschwerpunkte des Instituts auf Themen wie „digitaler Konsum & Consumer Experience“, „Konsumenten-Informationssysteme & Consumer Analytics“, „Digitale Souveränität & Cyber-Security“, sowie „nachhaltiger Konsum“. Konkrete Forschungsfelder sind dabei "Mobilitätsansätze und multimodale Verkehrskonzepte", "Digitale Trends rund um Ernährung und Gesundheit", "Smart Home und Haushaltsdigitalisierung", "Vorsorge Finanz-Management" und "Shopping und Procurement".